# Vivre un grand amour
Pour les articles homonymes, voir The End of the Affair.
Pour plus de détails, voir Fiche technique et Distribution.
Vivre un grand amour (The End of the Affair) est un américano-britannique réalisé par Edward Dmytryk, sorti en 1955.
Un remake sera tourné en 1999 : La Fin d'une liaison (The End of the Affair) de Neil Jordan, avec Julianne Mooreet Ralph Fiennes.

## Synopsis
Durant la Seconde Guerre mondiale, Sarah Miles entame une liaison avec l'auteur Maurice Bendrix. Cependant, son amant est grièvement blessé lors d'un raid aérien sur Londres. Sarah abandonne subitement Maurice. Il reste amer. Un soir de 1946, ils se retrouvent.

## Fiche technique
- Titre : Vivre un grand amour
- Titre original : The End of the Affair
- Réalisateur : Edward Dmytryk
- Scénario : Lenore J. Coffee, d'après le roman La Fin d'une liaisonde Graham Greene (1951)
- Musique (et direction musicale) : Benjamin Frankel
- Directeur de la photographie : Wilkie Cooper
- Cadreur : Alan Hume
- Directeur artistique : Don Ashton
- Montage : Alan Osbiston
- Lieu de tournage : Londres
- Producteur : David Lewis
- Société de production : Coronado Productions
- Société de distribution : Columbia Pictures
- Pays de production :  États-Unis et  Royaume-Uni
- Langue d'origine : anglais
- Format : noir et blanc — 35 mm — 1,85:1 — son : mono (RCA Sound Recording)
- Genre : drame romantique
- Durée : 105 minutes
- Dates de sortie : 
  - Royaume-Uni : 23 février 1955 (Londres)
  - France : 3 mai 1955 (Festival de Cannes)
- Affiche : André Bertrand (France)

## Distribution
- Deborah Kerr (VF : Jacqueline Porel) : Sarah Miles
- Van Johnson (VF : Michel André) : Maurice Bendrix
- John Mills (VF : Michel Gudin) : Albert Parkis
- Peter Cushing (VF : Gérard Férat) : Henry Miles
- Michael Goodliffe (VF : Pierre Asso) : Smythe
- Stephen Murray (VF : Roger Till) : le père Crompton
- Charles Goldner : Savage
- Nora Swinburne (VF : Lucienne Givry) : Mme Bertram
- Frederick Leister (VF : Gabriel Sardet) : le docteur Collingwood
- Mary Williams : La femme de ménage
- O'Donovan Shiell : un docteur
- Elsie Wagstaff : la propriétaire de Maurice
- Christopher Warbey	: Lancelot Parkis
- Nan Munro (VF : Hélène Tossy) : Mme Tomkins
- Joyce Carey (VF : Hélène Tossy) : Mlle Palmer
- Josephine Wilson : Mlle Smythe
- Victor Maddern : le premier orateur

## Distinctions
- Festival de Cannes 1955 : sélection officielle en compétition[1]
- BAFTA 1956 : nomination au British Academy Film Award de la meilleure actrice dans un rôle principal pour Deborah Kerr.